# Henrik Ipsen (skuespiller)
 Der er flere personer med dette navn, se Henrik Ipsen.
Henrik Ipsen (født 1. december 1966) er en dansk skuespiller.

## Karriere
Henrik Ipsen afsluttede sin skuespilleruddannelse fra Odense Teater i 1993, og var så fastansat der frem til 1998. Siden da har han medvirket i forestillinger på Team Teatret, Aarhus Teater, Holbæk Egnsteater og Odsherred Teater.
Sideløbende med dette har han også kunnet opleves på lærredet, blandt andet i 1999-00 i familieserien Ved stillebænken i en hovedrolle som landmand Knud Stillebæk, men siden da kun i kortfilm og i mindre biroller i produktioner som Klovn og Headhunter.

## Filmografi

### Spillefilm
- Headhunter (2009) − Læge
- Det grå guld (2013) − Læge

### Tv-serier
- Ved stillebænken (1999-00), afsnit 1-6 og 8-26 − Landmand Knud Stillebæk
- Klovn (2005-18), afsnit 6 og 55 − Doktor
- Lulu & Leon (2009), afsnit 8 − Betjent
- Bedrag (2016-19), afsnit 23 − Finn
- Herrens veje (2017-18), afsnit S1E8 − Vesterbropræst

### Kortfilm
- Be Here Now (2009)
- Last station (2009)
- Shit happens (2010)
- Syrener (2011)
- The Man Who Didn't (2013)
- Efter Vinter (2015)